# Тіндарей
Тіндарей, також Тіндар (грец. Τυνδάρεως) — син спартанського царя Ойбала та Батеї (варіант: Періера й Горгофони).
Після того як його вигнав брат Гіппокоон, Тіндарей жив в Етолії у Тестія, якому допомагав у війнах із сусідами. Він одружився з дочкою Тестія Ледою. За допомогою Геракла Тіндарею пощастило повернутися до Спарти і здобути царську владу. Згідно з переказом, однієї ночі Леда завагітніла від Зевса і від Тіндарея і через 9 місяців від першого народила Полідевка та Єлену, від другого — Кастора та Клітемнестру. Коли врода Єлени привабила до Спарти численних женихів, Тіндарей за порадою Одіссея примусив їх дати клятву, що вони завжди будуть допомагати тому, хто стане чоловіком Єлени.
Це згодом і змусило вождів грецьких племен виступити проти троянців разом із Менелаєм. Із вдячності за розумну пораду Тіндарей посватав за Одіссея Пенелопу, дочку свого брата Ікарія. За однією з версій міфа, Афродіта розгнівалась на Тіндарея за те, що він при складанні жертв богам забув про неї. Щоб покарати владаря, зробила шлюби обох його дочок Єлени і Клітемнестри нещасливими. Після того, як Полідевк і Кастор (Діоскури) перейшли до сонму безсмертних, Тіндарей передав царську владу своєму зятеві Менелаю.